# Pradelles-Cabardès
Pradelles-Cabardès is een gemeente in het Franse departement Aude (regio Occitanie) en telt 160 inwoners (1999). De plaats maakt deel uit van het arrondissement Carcassonne.

## Geografie
De oppervlakte van Pradelles-Cabardès bedraagt 21,9 km², de bevolkingsdichtheid is 7,3 inwoners per km².

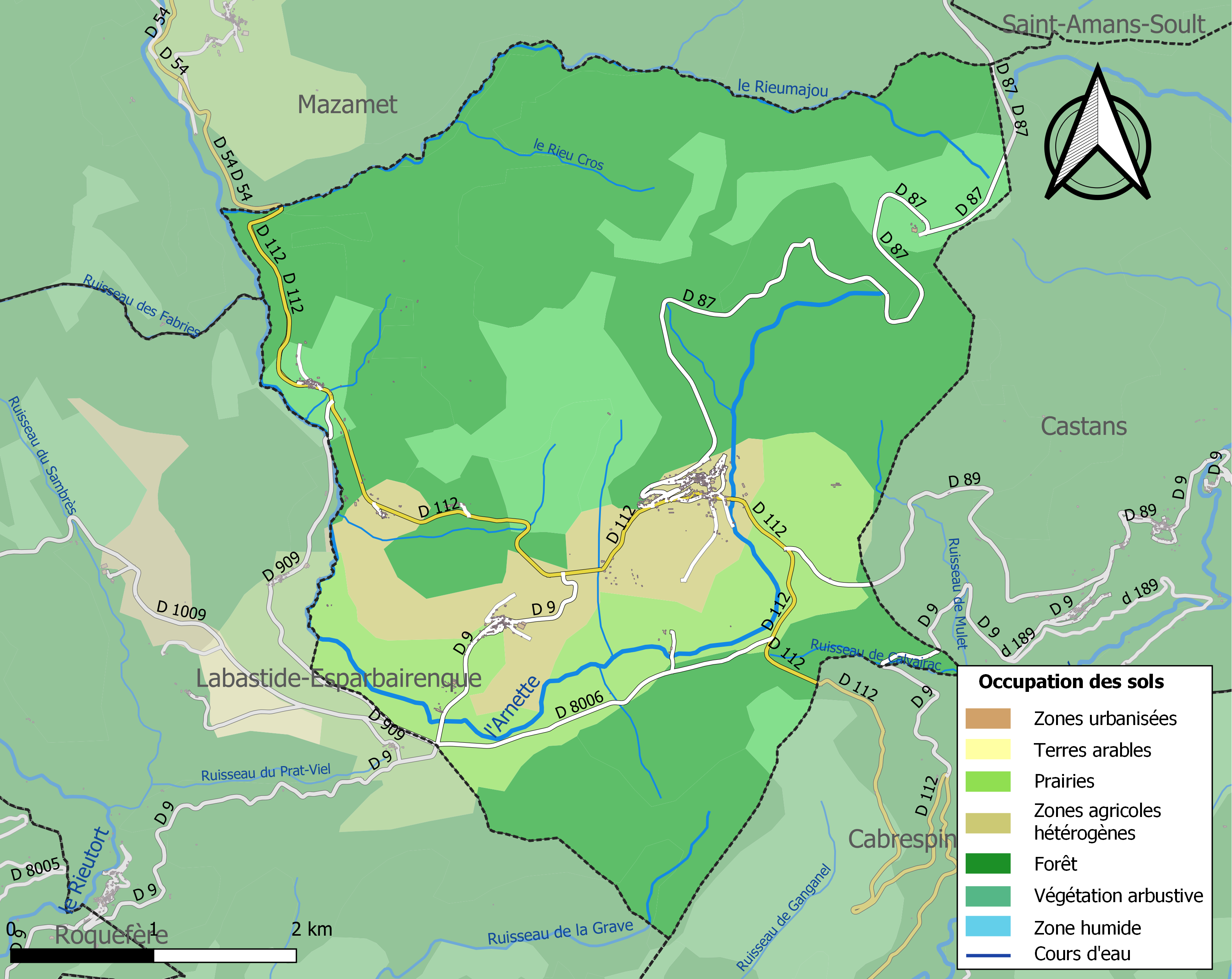
Kaart van de gemeente met de belangrijkste infrastructuur, bodemgebruik en omliggende gemeenten

## Demografie
Onderstaande figuur toont het verloop van het inwonertal (bron: INSEE-tellingen).

Vanwege een beveiligingsprobleem met de MediaWiki Graph-software is het momenteel niet mogelijk deze grafiek weer te geven. Zodra de software is bijgewerkt zal de grafiek vanzelf weer zichtbaar worden.

## Bijzonderheden
- Het dorpje ligt op de zuidoostelijke aanlooproute van de pelgrimsroute naar Compostella.
- Net buiten het dorp ligt château Les Pailhès, een kasteel uit 1580. Het kasteel heeft nog enkele jaren als hotel gediend. Het hotel is inmiddels gesloten.
- Vanuit het dorp beginnen wandelingen naar onder andere de Pic du Nore, een uitzichtpunt waar Carcassonne en de Pyreneeën te zien zijn.